# Charango

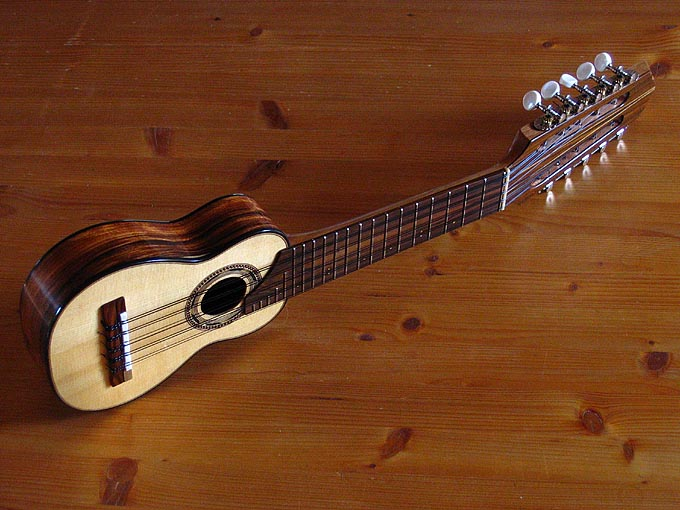
Odmiana peruwiańska

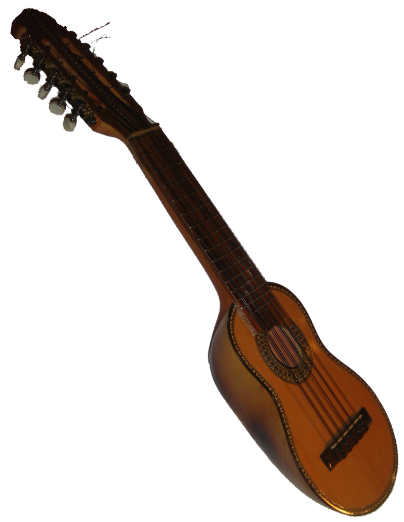
Odmiana boliwijska

Charango – niewielki andyjski instrument strunowy, podobny do mandoliny. Zazwyczaj posiada 10 strun. Tradycyjnie pudło rezonansowe wyrabiano ze skorupy pancernika. Instrument powstał w obecnej postaci w XVIII w., jego pierwowzorem była prawdopodobnie hiszpańska vihuela, bandurria (mandolina) lub lutnia. Charango uważane jest w Boliwii za narodowy instrument, wykorzystywane jest jednak również w Chile i Peru.